# Мартин де Аспилькуэта Наварро
Мартин де Аспилькуэта (исп. Martín de Azpilcueta; 13 декабря 1491 год, Барасоайн, Королевство Наварра — 1 июня 1586 год, Рим) или Доктор Наварра (исп. Doctor Navarrus) — испанский богослов, канонист и экономист, представитель Саламанкской школы. Один из первых экономистов, сформулировавший количественную теорию денег.

## Биография
Он родился в городе Барасоайн королевства Наварра и был родственником Франциск Ксаверий. Он получил степень богословия в университете Алькале, затем в 1518 году он получил степень доктора канонического права в Тулузе во Франции. Начиная с 1524 года, Аспилкуэта работал на нескольких кафедрах канонического права в Саламанкском университете. С 1538 по 1556 года, он преподавал в Коимбрском университете в Португалии по приглашению королей Португалии и Испании.
В возрасте восьмидесяти лет он отправился в Рим, чтобы защитить своего друга Бартоломео Карранса, архиепископа Толедо, обвиняемого в трибунале инквизиции. Хотя ему не удалось оправдать архиепископа, Аспилкуэта был высоко оценен в Риме несколькими папами и считался оракулом учености и благоразумия.
Умер в Риме в возрасте 94 лет. Среди биографий Аспилкуэты есть одна, написанная его племянником.